# Листовки нацистской Германии для СССР

Немецкая листовка с Яковом Джугашвили, использовавшая в 1941 году с целью пропаганды плена

Листовки нацистской Германии для СССР — предназначенные нацистской Германией для Советского Союза агитационные материалы в виде листовок. Разного содержания пропагандистские листовки распространялись, часто с использованием сил ВВС нацистской Германии, как на территории СССР, так и на территории большинства стран — участниц антигитлеровской коалиции.

## Предназначение и результат
В первые годы Великой Отечественной войны пропагандистское распространение листовок производилось вермахтом с целью стимулирования бойцов Красной армии к «спасительному» получению статуса советского военнопленного или дезертирству, позже предлагалось пополнить ряды многочисленных коллаборационистских формирований (например РОА и др.). Результат агитации в первую очередь зависел от тяжести военной ситуации на фронте.
Ряд исследователей отмечают эту форму пропаганды как самую эффективную.

## Масштабы применения
По данным исследований, немецкие пропагандисты с 1939 г. по 1945 г. изготовили и распространили на фронтах около 5 млрд экземпляров листовок.

## Содержание и стиль листовок
Историк Игорь Ермолов и историк Александр Окороков считали, что на стилистику немецких листовок повлияли антисоветские настроения сотрудничавшей с немцами русской эмиграции. Однако сотрудник пропагандистской службы Вермахта, русский эмигрант Александр Казанцев, утверждал, что сочиняли листовки сами немцы, часто зондерфюреры фронтовых пропагандистских служб. Этот известный антисоветчик, сокрушаясь о неудаче листовок про жида-политрука, так охарактеризовал содержание большинства немецких листовок:

 Весь текст листовок, как правило, уснащался какими-то причмокиваниями, неудобоваримыми немецкими шуточками и остротами, безграмотно переведенными на русский язык, безграмотно настолько, что приходилось долго соображать, мысленно переводить всё это на немецкий, чтобы догадаться о тех крохах смысла, которые вкладывали туда авторы. В нашу лабораторию часто давались эти листовки, изданные на фронте, нашим экспертам для отзыва и критики. Листовки эти поступали тысячами — каждый отдел пропаганды на фронте выпускал свои собственные. Характеристика их сводилась уже не к выяснению вопроса, удачная листовка или неудачная, а о том, — больше или меньше она вреда принесёт немцам, будучи переброшена солдатам и офицерам Красной Армии. За большинство из них советское командование могло бы заплатить с удовольствием крупные суммы.— «Третья сила. Россия между нацизмом и коммунизмом», Александр Казанцев.

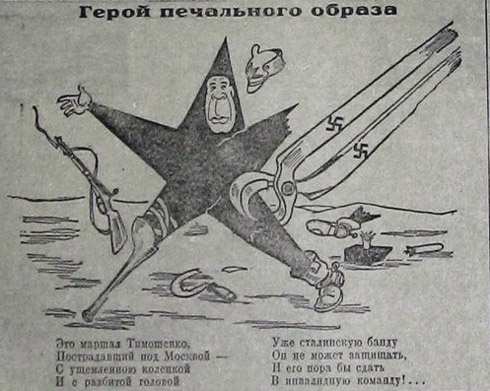
Одна из агитационных немецких листовок с карикатурой на маршала Тимошенко

В годы ВОВ, удивляясь низкому качеству некоторых немецких агитационных листовок, бывший редактор оккупационной газеты «За родину» коллаборационист Анатолий Макриди (псевд. Стенрос) пытался выяснить у немецкого генерала, «почему немцы так халтурно ведут антикоммунистическую пропаганду и поручают её всяким проходимцам» и получил исчерпывающий ответ: «…мы и так победим».
Фронтовики долгое время вспоминали непродуманные немецкие листовки, например, «Сталинград возьмем бомбежкой, в Астрахань войдем с гармошкой», очевидец Лев Аннинский вспоминал запомнившиеся ему с детства странные листовки против рытья противотанковых рвов в Белоруссии: „Девочки-беляночки! Не копайте ямочки…“, схожие по содержанию малоэффективные листовки «Дамочки, не ройте ваши ямочки, придут наши таночки, зароют ваши ямочки» разбрасывались силами люфтваффе на подступах к Ленинграду. Бывали случаи, когда, выпытав фамилии командиров у пленных солдат, немцы печатали и распространяли листовки на позициях этих командиров с обращением к ним.

## Пропуск в плен
Зачастую на немецких листовках был так называемый «Пропуск» («Passierschein» или «Ausweis») с обычными для такого рода документов гарантиями сохранения жизни.

## Хранение листовок
В период ВОВ наличие листовки с «пропуском в плен» у красноармейца вызывало подозрение следственных органов о его неблагонадёжности. Зная о запрете на хранение листовок, службы пропаганды Вермахта шли на ряд ухищрений, например, делали листовки на курительной бумаге, с обоснованным расчетом на то, что из-за дефицита бумаги бойцу жалко её выбросить, по этому поводу фронтовик Елеазар Мелетинский вспоминал о случае, когда не знающий русского языка солдат был строго наказан за раскуривание, а значит и хранение подобной листовки. Бывший секретарь военно-полевого суда Яков Айзенштат утверждал, что наличие листовки рассматривалось трибуналом как отягчающее обстоятельство, и дело часто заканчивалось расстрелом военнослужащего, сохранившего листовку. Гражданские лица также наказывались за чтение листовок, к примеру, в том числе и за это был репрессирован художник Василий Ситников, а по детским воспоминаниям блокадника Александра Траугота, брата художника Валерия Траугота, ленинградское радио регулярно передавало списки расстрелянных за хранение листовок, подобных «Бей жида-политрука, рожа просит кирпича!».

## Антисемитские листовки

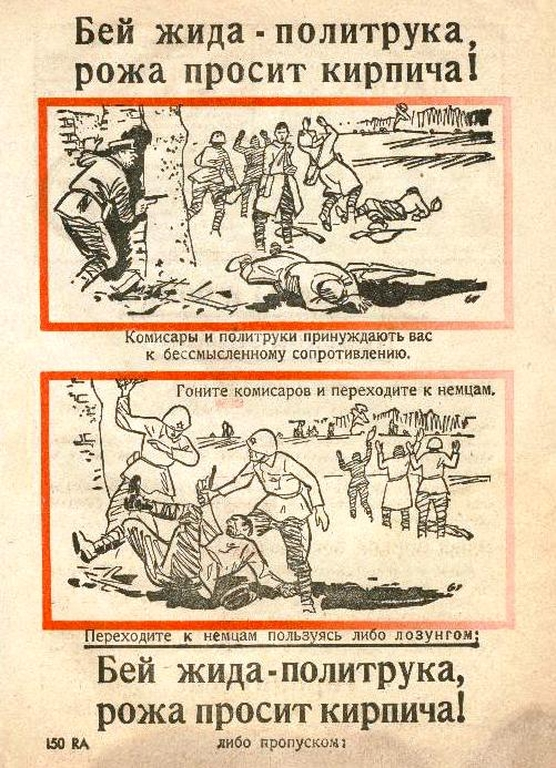
Одна из сторон двуцветной антисемитской листовки «Бей жида-политрука, рожа просит кирпича!»

Антисемитская тема присутствовала во многих немецких листовках, иногда она находила отклик у солдат советской армии, что послужило причиной сильного душевного волнения литературного критика Льва Аннинского, который заметил расчёт немецкой пропаганды на особенности менталитета целевых групп, реализованный, к примеру, в содержании сексуального характера листовок, подготовленных немцами к французской кампании, и антисемитских листовок, распространяемых ими же на советской территории во время ВОВ.

## Как поступали с немецкими листовками
Немецкие листовки, в соответствии с приказом командования Красной армии, подлежали уничтожению, с этой целью ответственные за сбор листовок солдаты собирали их и сжигали.

## «Власовские» листовки
Пример генерала Власова, пошедшего на сотрудничество с немецким командованием, использовался службами пропаганды Третьего Рейха для агитации солдат Красной армии, разбрасывались листовки с советом следовать примеру Власова. Власовские листовки имели определённый успех как на восточном фронте, так и в тылу. Иногда на передовой выступали генералы власовской Русской освободительной армии, которые активно агитировали солдат РККА к сдаче в плен. Власовская пропаганда была вполне успешной, имеются сведения, в которых упоминается о перебежчиках и добровольной сдаче в плен солдат РККА даже в марте-апреле 1945 года. Во время боевых стычек солдаты РОА активно, через своих пропагандистов, применяли весьма убедительные речи, которые иногда склоняли целые подразделения РККА к сдаче в плен именно власовцам. Третий рейх не сразу, но стал использовать литературный талант и дар убеждения некоторых участников РОА, в основном целью их воззваний было убедить красноармейцев перейти на сторону немцев, на эту тему был выпущен ряд листовок.

## Листовки для немецких солдат Восточного фронта
Немецкие листовки «внутреннего пользования» для солдат Вермахта Восточного фронта носили антисоветский характер, разжигающий ненависть к Красной армии. Выглядело это следующим образом:

Так, среди военнослужащих вермахта в огромном количестве распространялись листовки и брошюры с фотографиями советских солдат; преимущественно из Средней Азии, которые были снабжены следующим текстом: «Вот каковы татаро-монгольские твари! От них тебя защищает солдат фюрера!»— «Крым под пятой Гитлера. Немецкая оккупационная политика в Крыму 1941—1944 гг.», Олег Романько.
В этой же книге Олег Романько отмечал, что «монголы» из этих материалов были такой же фигурой пропаганды, как и «еврейские комиссары», ссылаясь на авторитетных учёных, военный историк считает, что большинство немцев скорее всего, возможно и понятия не имели, кто такие монголы и тюрки.